# Supercupa Rusiei
Supercupa Rusiei (rusă Суперкубок России) este o competiție fotbalistică anuală, de un singur meci, din Rusia. Denumirea oficială sponsorizată este Supercupa Rusiei TransTeleCom (rusă ТрансТелеКом Суперкубок России). Cele două echipe participante sunt campioana din Prima Ligă Rusă și câștigătoarea Cupei Rusiei. Dacă aceeași echipă a câștigat ambele competiții, atunci cealaltă participantă din Supercupă va fi vice-campioana din Prima Ligă Rusă. Meciul se joacă la începutul sezonului următor, de obicei în iulie.
Competiția se petrece începând cu anul 2003.

## Rezultate
| Finala | Câștigătoare | Scor | Finalistă | Finala | Câștigătoare | Scor | Finalistă |
| ------ | ------------ | ---- | --------- | ------ | ------------ | ---- | --------- |

| 2025 | CSKA Moscova     | 1 - 0 | Krasnodar      | 2026 |              | -     |                |
| 2023 | Zenit ✠          | 0 - 0 | CSKA Moscova   | 2024 | Zenit        | 4 - 2 | Krasnodar      |
| 2021 | Zenit            | 3 - 0 | Lokomotiv Mos. | 2022 | Zenit        | 4 - 0 | Spartak Mos.   |
| 2019 | Lokomotiv Mos.   | 3 - 2 | Zenit          | 2020 | Zenit        | 2 - 1 | Lokomotiv Mos. |
| 2017 | Spartak Mos.     | 2 - 1 | Lokomotiv Mos. | 2018 | CSKA Moscova | 1 - 0 | Lokomotiv Mos. |
| 2015 | Zenit ✠          | 1 - 1 | Lokomotiv Mos. | 2016 | Zenit        | 1 - 0 | CSKA Moscova   |
| 2013 | CSKA Moscova     | 3 - 0 | Zenit          | 2014 | CSKA Moscova | 3 - 1 | Rostov         |
| 2011 | Zenit            | 1 - 0 | CSKA Moscova   | 2012 | Rubin Kazan  | 2 - 0 | Zenit          |
| 2009 | CSKA Moscova     | 2 - 1 | Rubin Kazan    | 2010 | Rubin Kazan  | 1 - 0 | CSKA Moscova   |
| 2007 | CSKA Moscova     | 4 - 2 | Spartak Mos.   | 2008 | Zenit        | 2 - 1 | Lokomotiv Mos. |
| 2005 | Lokomotiv Mos.   | 1 - 0 | Grozny         | 2006 | CSKA Moscova | 3 - 2 | Spartak Mos.   |
| 2003 | Lokomotiv Mos. ✠ | 1 - 1 | CSKA Moscova   | 2004 | CSKA Moscova | 3 - 1 | Spartak Mos.   |

## Performanță după club
| Club Sportiv   | Trofee | Anii în care au câștigat                             | Finalistă | Anii în care au pierdut            |
| -------------- | ------ | ---------------------------------------------------- | --------- | ---------------------------------- |
| Zenit          | 9      | 2008, 2011, 2015, 2016, 2020, 2021, 2022, 2023, 2024 | 3         | 2012, 2013, 2019                   |
| CSKA Moscova   | 8      | 2004, 2006, 2007, 2009, 2013, 2014, 2018, 2025       | 5         | 2003, 2010, 2011, 2016, 2023       |
| Lokomotiv Mos. | 3      | 2003, 2005, 2019                                     | 6         | 2008, 2015, 2017, 2018, 2020, 2021 |
| Rubin Kazan    | 2      | 2010, 2012                                           | 1         | 2009                               |
| Spartak Mos.   | 1      | 2017                                                 | 4         | 2004, 2006, 2007, 2022             |
| Krasnodar      | -      |                                                      | 2         | 2024, 2025                         |
| Grozny         | -      |                                                      | 1         | 2005                               |
| Rostov         | -      |                                                      | 1         | 2014                               |

## Penalty
| Zenit          | 2015 | 4 : 2 | 2023 | 5 : 4 |
| Lokomotiv Mos. | 2003 | 4 : 3 |      |       |

## Fotbaliști
| Jucător            | Anii în care au câștigat                     | Anii în care au pierdut    |
| ------------------ | -------------------------------------------- | -------------------------- |
| Igor Akinfeev      | 7 (2004, 2006, 2007, 2009, 2013, 2014, 2018) | 4 (2003, 2010, 2011, 2016) |
| Serghei Ignașevici | 7 (2003, 2004, 2006, 2007, 2009, 2013, 2014) | 3 (2010, 2011, 2016)       |
| Vasili Berezuțki   | 6 (2004, 2006, 2007, 2009, 2013, 2014)       | 4 (2003, 2010, 2011, 2016) |
| Sergei Semak       | 3 (2004, 2010, 2011)                         | 3 (2003, 2009, 2012)       |